# Paracrias panamensis
Paracrias panamensis är en stekelart som beskrevs av Alex Gumovsky 2001. Paracrias panamensis ingår i släktet Paracrias och familjen finglanssteklar.
Artens utbredningsområde är Panama. Inga underarter finns listade i Catalogue of Life.